# Pedro (cầu thủ bóng đá, sinh 1997)
Pedro Guilherme Abreu dos Santos (sinh ngày 20 tháng 6 năm 1997) là một cầu thủ bóng đá chuyên nghiệp người Brasil thi đấu ở vị trí tiền đạo cắm cho câu lạc bộ Flamengo và đội tuyển quốc gia Brasil.

## Thống kê sự nghiệp

### Câu lạc bộ
Tính đến ngày 29 tháng 10 năm 2022
| Câu lạc bộ          | Mùa giải            | Liên đoàn           | Liên đoàn | Liên đoàn | Cúp bang | Cúp bang  | Cúp quốc gia | Cúp quốc gia | Châu lục | Châu lục  | Khác    | Khác      | Tổng    | Tổng      |
| Câu lạc bộ          | Mùa giải            | Hạng đấu            | Số trận   | Bàn thắng | Số trận  | Bàn thắng | Số trận      | Bàn thắng    | Số trận  | Bàn thắng | Số trận | Bàn thắng | Số trận | Bàn thắng |
| ------------------- | ------------------- | ------------------- | --------- | --------- | -------- | --------- | ------------ | ------------ | -------- | --------- | ------- | --------- | ------- | --------- |
| Fluminense          | 2016                | Série A             | 3         | 0         | 0        | 0         | 0            | 0            | —        | —         | 1       | 0         | 4       | 0         |
| Fluminense          | 2017                | Série A             | 15        | 2         | 10       | 2         | 3            | 1            | 5        | 1         | 2       | 1         | 35      | 7         |
| Fluminense          | 2018                | Série A             | 19        | 10        | 13       | 7         | 4            | 0            | 4        | 2         | —       | —         | 40      | 19        |
| Fluminense          | 2019                | Série A             | 10        | 5         | 0        | 0         | 2            | 0            | 2        | 0         | —       | —         | 14      | 5         |
| Fluminense          | Total               | Total               | 47        | 17        | 23       | 9         | 9            | 1            | 11       | 3         | 3       | 1         | 93      | 31        |
| Fiorentina          | 2019–20             | Serie A             | 4         | 0         | —        | —         | 0            | 0            | —        | —         | —       | —         | 4       | 0         |
| Flamengo (cho mượn) | 2020                | Série A             | 34        | 13        | 11       | 5         | 2            | 2            | 5        | 2         | 2       | 1         | 54      | 23        |
| Flamengo            | 2021                | Série A             | 24        | 7         | 8        | 6         | 4            | 3            | 10       | 2         | 0       | 0         | 46      | 18        |
| Flamengo            | 2022                | Série A             | 24        | 11        | 12       | 3         | 10           | 3            | 13       | 12        | 0       | 0         | 59      | 29        |
| Flamengo            | Tổng                | Tổng                | 82        | 31        | 31       | 14        | 16           | 8            | 28       | 16        | 2       | 1         | 159     | 70        |
| Tổng cộng sự nghiệp | Tổng cộng sự nghiệp | Tổng cộng sự nghiệp | 133       | 48        | 54       | 23        | 25           | 9            | 39       | 19        | 5       | 2         | 256     | 101       |

1. 1 2  Ra sân tại Primeira Liga
2. 1 2 3 4 5  Ra sân tại Campeonato Carioca
3. 1 2 3  Ra sân tạiCopa Sudamericana
4. 1 2 3  Ra sân tại Copa Libertadores
5. ↑  Ra sân tại Recopa Sudamericana

### Quốc tế
Tính đến ngày 20 tháng 6 năm 2023
| Đội tuyển quốc gia | Năm  | Trận | Bàn |
| ------------------ | ---- | ---- | --- |
| Brasil             | 2020 | 1    | 0   |
| Brasil             | 2022 | 3    | 1   |
| Brasil             | 2023 | 2    | 0   |
| Tổng               | Tổng | 6    | 1   |

Bàn thắng và kết quả của Brasil được để trước.
| # | Ngày                | Địa điểm                      | Đối thủ | Bàn thắng | Kết quả | Giải đấu |
| - | ------------------- | ----------------------------- | ------- | --------- | ------- | -------- |
| 1 | 27 tháng 9 năm 2022 | Parc des Princes, Paris, Pháp | Tunisia | 5–1       | 5–1     | Giao hữu |